# Kyle Chandler
Kyle Martin Chandler (Buffalo, 17 september 1965) is een Amerikaans film- en televisieacteur. Hij won in 2011 een Primetime Emmy Award voor zijn hoofdrol als Eric Taylor in de dramaserie Friday Night Lights. Daarnaast won hij onder meer een Saturn Award in 1997 voor zijn hoofdrol in de dramaserie Early Edition en een Screen Actors Guild Award samen met de gehele cast van de historische dramafilm Argo (2012).

## Biografie
Chandler is de zoon van Sally, een hondenfokker, en Edward Chandler, eigenaar van een boerderij en verkoopmedewerker van een farmaceutisch bedrijf. Hij groeide op in Loganville en in de buurt van Chicago. Hij volgde zijn opleiding (hoofdvak: theater) aan de University of Georgia. Hij is getrouwd met Katherine Chandler en heeft twee dochters, Sydney en Sawyer.

## Filmografie
*Exclusief televisiefilms
- Back in Action (2025) - Chuck
- Godzilla: King of the Monsters (2019) - Dr. Mark Russell
- First Man (2018) - Deke Slayton
- Game Night (2018) - Brooks
- Sidney Hall (2017) - The Searcher
- Manchester by the Sea (2016) - Joe Chandler
- Carol (2015) - Harge Aird
- The Wolf of Wall Street (2013) - Patrick Denham
- Broken City (2013) - Paul Andrews
- The Spectacular Now (2013) - Tommy
- Argo (2012) - Hamilton Jordan
- Zero Dark Thirty (2012) - Joseph Bradley
- Super 8 (2011) - Jackson Lamb
- Morning (2010) - Zakenman
- The Day the Earth Stood Still (2008) - John Driscoll
- The Kingdom (2007) - Francis Manner
- King Kong (2005) - Bruce Baxter
- Angel's Dance (1999) - Tony Greco
- Mulholland Falls (1996) - Kapitein
- Pure Country (1992) - Buddy Jackson

## Televisieseries
*Exclusief eenmalige gastrollen
- Catch-22 - Colonel Cathcart (2019 - 5 afleveringen)
- Bloodline - John Rayburn (2015-2017, 33 afleveringen)
- Friday Night Lights - Eric Taylor (2006-2011, 76 afleveringen)
- Grey's Anatomy - Dylan Young (2006-2007, vier afleveringen)
- The Lyon's Den - Grant Rashton (2003, zes afleveringen)
- What About Joan? - Jake Evans (2001, 21 afleveringen)
- Early Edition - Gary Hobson (1996-2000, 90 afleveringen)
- Heaven & Hell: North & South, Book III - Charles Main (1994, drie afleveringen - miniserie)
- Homefront - Jeff Metcalf (1991-1993, 42 afleveringen)
- One Life to Live - Joey (1990-2003, twee afleveringen)
- Tour of Duty - William Griner (1990, acht afleveringen)